# Кермекові
Кермекові (Plumbaginaceae) — родина багаторічних або однорічних трав, напівчагарничків та чагарничків, що іноді утворюють густі подушки.
Налічують 20 родів та 750 видів. Понад 85% видів належать до родів Limonium Mill., Armeria Willd. та Acantholimon Boiss.

## Поширення
Поширені в усіх частинах світу, але переважно у позатропічних районах північної півкулі, передусім у Давньому Середземномор'ї. Характерні для пустель, засолених степів та узбереж морів і океанів. У природній флорі України представлена 3 родами (Армерия, Goniolimon Boiss., Limonium), 14 видами і 3 підвидами.

## Морфологія
Стебла з черговими зібраними в розетки, рідше — розставленими листками. Листки без прилистків, прості з цілісними і цілокраїми пластинками, рідше — перистолопаеві або перистороздільні. Приквітки луско- чи колючкоподібні. Суцвіття — складні (волотисті, головчасті, китице- або колосоподібні синфлоресценсії), кінцевими флористичними одиницями яких, звичайно, є складний колос. Квітка двостатева, актиноморфна, п'ятичленна з 1-2 приквітками. Оцвітина подвійна. Чашечка перетинчаста, рідко трав'яна, лійкоподібна, оберненоконічна або трубчаста з 5 жилками і 5-10 зубцями чи лопатями, залишається при плодах. Віночок з 5 довгонігтикових вільних пелюсток, рідше — зрослопелюстковий, з 5 лопатями або долями. Тичинок 5. Зав'язь верхня, одногнізда; гінецей синкарпний з 5 карпел; стилодіїв 5, вільних або більш-менш зрослих у стовпчик. Плід лізікарпний, однонасінний (однонасінна коробочка) сухий, звичайно з оболонкою, що розривається при основі або розтріскується кільцем на верхівці.

## Родина у флорі України
- Armeria (DC.) Willd. — Рядник, армерія.
  - A. vulgaris Willd.(Р. звичайний, а. звичайна.)
  - A. maritima (Mill.) Will. (Р. приморський, а.приморська)
  - A. pocutica Pawł.(Р. покутський, а.покутська)
- Goniolimon Boiss.— Кермечник, гоніолімон.
  - G. tataricum (L.) Boiss. (К. татарський, г. татарський)
  - G. rubellum (S.G. Gmel.) Klokov (К. червонуватий, г. червонуватий)
  - G. besserianum (Schult.) Kusn.(К. Бессерів, г. Бессерів)
  - G. graminifolium (W. Aiton) Boiss.(К. злаколистий, г. злаколистий)
- Limonium Mill. — Кермек
  - L. gmelinii (Willd.) Kuntze (Кермек Гмеліна)
  - L. tomentellum (Boiss.) Kuntze subsp. hypanicum (Klokov) Moysiyenko (Кермек повстиский підвид південнобузький)
  - L. tomentellum (Boiss.) Kuntze subsp. donetzicum (Klokov) Moysiyenko (Кермек повстистий підвид донецький)
  - L. tomentellum (Boiss.) Kuntze subsp. alutaceum (Steven) Moysiyenko (Кермек повстистий підвид замшевий)
  - L. tschurjukiense (Klokov) Lavr. ex Klokov (К. чурюцький)
  - L. platyphyllum Lincz (К. пласколистий)
  - L. sareptanum (A. Beck.) Gams(Кермек сарепський)
  - L. bungei (Claus) Gamajun (К. Бунге)
  - L. bellidifolium (Gouan) Dumort. (Кермек стокротколистий)
  - L. suffruticosum (L.) Kuntze (Кермек напівчагарниковий)
  - L. sinuatum (L.) Mill (К. виїмчастий)